# 相田隆太郎
相田 隆太郎（そうだ りゅうたろう、1899年（明治32年） - 1987年（昭和62年））は、日本の評論家。本名は「茂隆」。

## 略歴
山梨県北巨摩郡明野村（現・北杜市明野町）に生まれる。生家は農業を営む。後年の1963年（昭和38年）10月に『農民文学』第7号に発表した「加藤武雄を偲ぶ」によれば、隆太郎は15歳の時に加藤武雄『土を離れて』を読み感銘を受け、後年の評論活動に影響を与えたという。
隆太郎は菊池寛・加藤武雄らと交流があり、『新潮』『文芸』などの中央の文芸誌に評論を発表している。加藤武雄らが「創作研究会」を開催すると、相田は石原文雄・鑓田研一を誘いこれに参加する。
1922年（大正11年）8月には『早稲田文学』に評論「現文壇の農民小説を論じて『吾が農民』を想ふ」を発表し、注目される。この評論の影響を受けて、農民文学界には和田伝・橋下英吉らの作家が続いた。
1926年（大正15年/昭和元年）には加藤武雄・吉江喬松らが農民文芸会を結成し、相田や石原文雄はこれに参加する。1927年（昭和2年）には機関誌『農民』が創刊され、相田は創刊号に「農民文学論」を、1928年（昭和3年）5月の『農民』第2巻第5号には「農民小説は如何に進展すべきか」を発表する。
戦後は1949年（昭和24年）4月に一連の評論をまとめた『農民文学の諸問題』（甲陽書房）を刊行する。

## 趣味
アマチュア五段の囲碁棋士でもあり、「現代囲碁全書」シリーズなど複数の棋書を執筆している。